# Ocean na Marsie

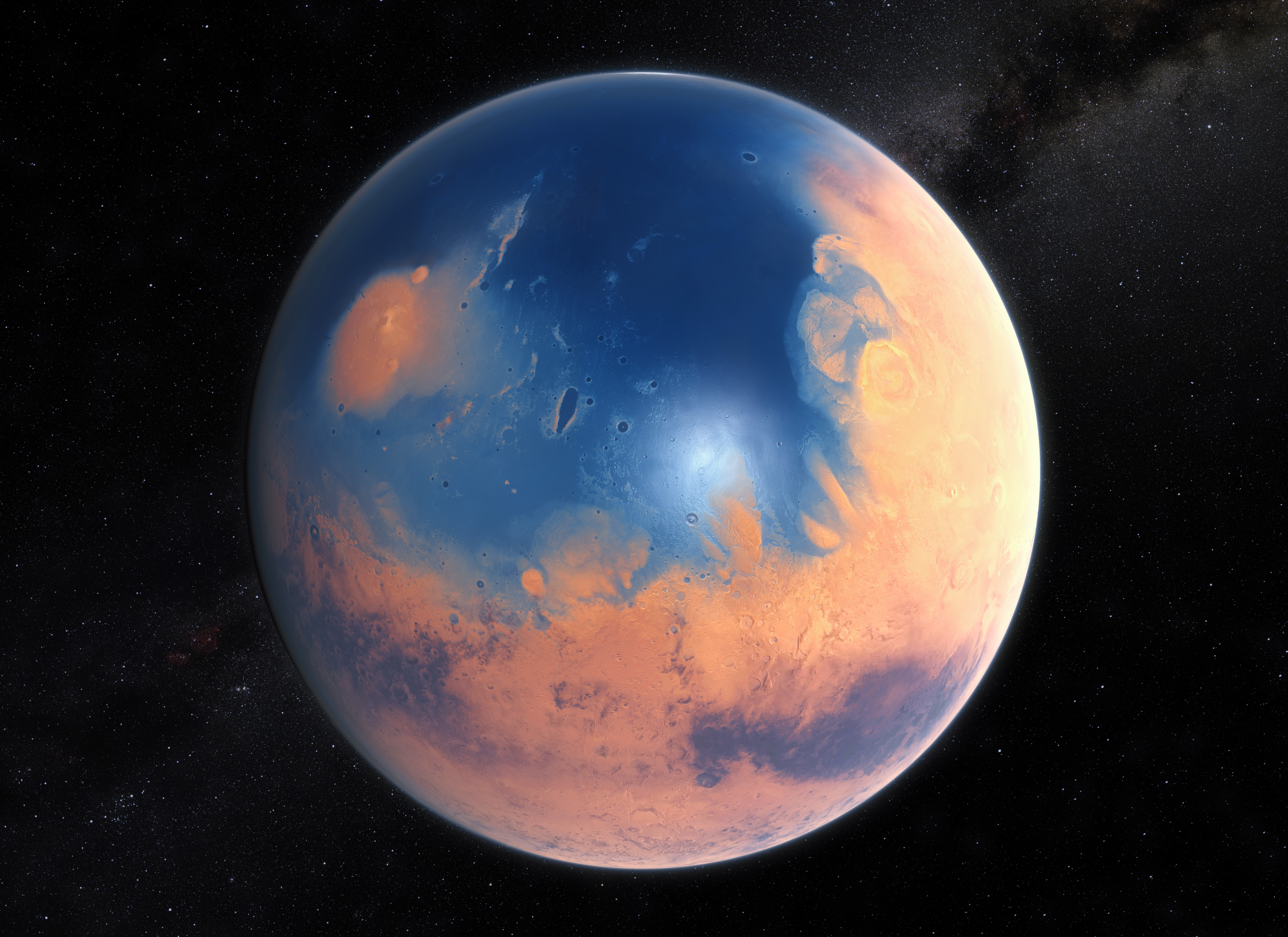
Artystyczna wizja Marsa 4 miliardy lat temu

Ocean na Marsie, zwany Oceanus Borealis (co po łacinie oznacza „Ocean Północny”) – hipotetyczny ocean mający w przeszłości pokrywać niziny wokół północnego bieguna Marsa. Rozległa równina Vastitas Borealis, która znajduje się 4–5 km poniżej średniej wysokości powierzchni planety, miałaby stanowić dno zanikłego oceanu. Argumentami na rzecz tej hipotezy są m.in. elementy rzeźby terenu, przypominające dawne linie brzegowe, potężne wąwozy wyrzeźbione przez wielkie masy wody płynącej w dół z wyżyn oraz chemiczne właściwości marsjańskiego regolitu.
Kwestia, czy na Marsie faktycznie mógł się utworzyć zbiornik wodny o tak wielkich rozmiarach, budzi kontrowersje. Warunki klimatyczne panujące obecnie na planecie uniemożliwiają utrzymywanie się wody w stanie ciekłym na większej części jej powierzchni. Średnie ciśnienie na Marsie jest bliskie ciśnienia punktu potrójnego wody, a temperatura w wysokich szerokościach areograficznych to zwykle od −70 do −100 °C. W przeszłości warunki na Marsie musiałyby być znacznie łagodniejsze, z wyższą średnią temperaturą i gęstszą atmosferą, aby woda mogła utrzymywać się długo w stanie ciekłym.

## Argumenty obserwacyjne

### Linie brzegowe

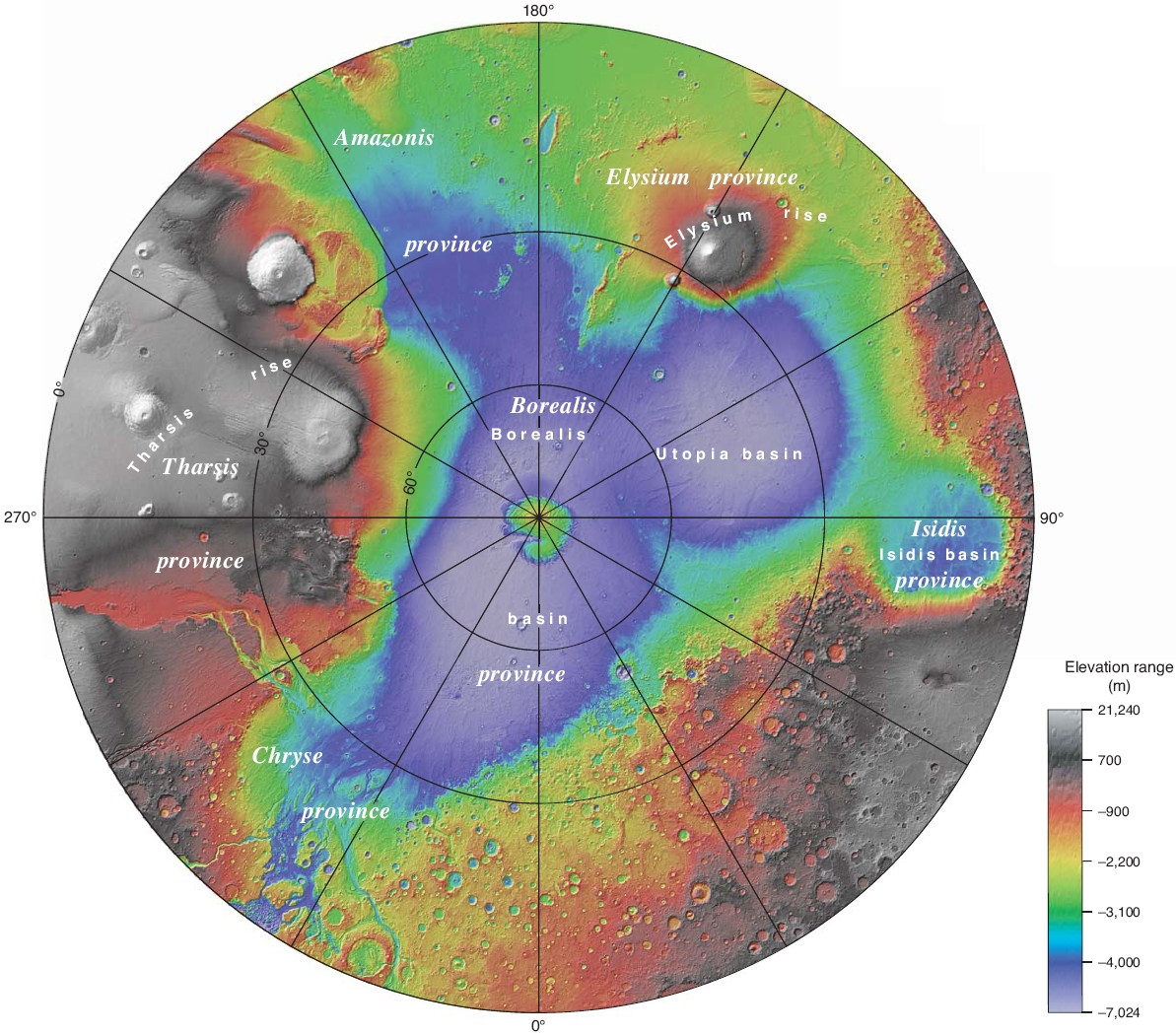
Topografia północnych nizin Marsa; ocean mógł wypełniać nisko położone obszary, widoczne na tej mapie w chłodnych kolorach (nazwy jednostek na mapie są nieformalne)

Obszar Vastitas Borealis jest potężną równiną, kontrastującą ze zrytymi kraterami wyżynami znajdującymi się na południe od niego. Położony jest 4–5 kilometrów poniżej średniej wysokości powierzchni Marsa. Na granicach tego obszaru odnalezione zostały ślady zinterpretowane jako pozostałości dawnych linii brzegowych, aczkolwiek np. skarpy opadające ku północy mogą mieć też pochodzenie tektoniczne.
Poziom morza na Ziemi jest wyznaczony przez powierzchnię stałego potencjału siły ciążenia, zatem linia brzegowa musi leżeć na pewnym poziomie wokół całego zbiornika. Te same prawa dotyczą również hipotetycznego oceanu na Marsie. Zaobserwowano 8 różnych formacji, które mogły w przeszłości utworzyć się na brzegu oceanu, z czego dwie mają zasięg globalny. Przebieg domniemanej zewnętrznej, dłuższej linii brzegowej (tzw. Kontakt 1 lub linia brzegowa Arabia) daje się prześledzić niemal dookoła planety, z wyjątkiem regionu Tharsis. Leży na średniej wysokości −1680 m względem umownego poziomu zerowego, ale różnice jej wysokości sięgają 11 kilometrów. Różnice wysokości daje się jednak wyjaśnić, zakładając zmianę osi obrotu Marsa. Takie zjawisko mogła wywołać duża zmiana rozkładu masy planety, a taką było powstanie wielkiej wyżyny wulkanicznej Tharsis; po skorygowaniu o tę zmianę, linia brzegowa hipotetycznego oceanu okazuje się leżeć na właściwej wysokości. Innymi możliwymi przyczynami niezgodnego z warstwicami przebiegu linii brzegowej są deformacje tektoniczne oraz intensywna erozja, które mogły nastąpić gdy ocean już nie istniał. Wewnętrzna, krótsza i nie tak wyraźna domniemana linia brzegowa to tzw. Kontakt 2 lub linia brzegowa Deuteronilus. Ciągnie się na wysokości średnio −3760 m i ma mniejsze różnice wysokości (odchylenie standardowe 560 m). Największe odchylenie od średniego poziomu występuje pomiędzy 40°E a 80°E. Na tej linii brzegowej urywają się kanały biegnące od południa i uchodzące do równiny Chryse. Zbieżność wysokości ujścia kanałów oraz Kontaktu 2 sugeruje, że masy wody płynące kanałami trafiały do wielkiego zbiornika stojącej wody (oceanu) i że istniał on przez dłuższy okres (poszczególne kanały nie powstawały jednocześnie).

### Rzeki i wąwozy
Mapa dolin rzecznych na Marsie z 2009 roku wskazuje, że w przeszłości na Marsie najprawdopodobniej padały deszcze, a woda deszczowa odpływała ku najniżej położonym obszarom, w tym ku basenowi uderzeniowemu Hellas na półkuli południowej, lecz przede wszystkim ku nizinom – oceanowi – na północy. Rozkład dolin rzek na powierzchni planety jest ograniczony od południa; badacze zasugerowali, że przypuszczalnie wynika to z oddalenia tych obszarów od oceanu, nad którym formowały się chmury; na Ziemi skutkiem dużego dystansu od oceanu są niskie opady. Zgodnie z pomiarami altymetrycznymi sondy Mars Global Surveyor, prawdopodobne zlewisko Oceanus Borealis obejmowało 3/4 planety.

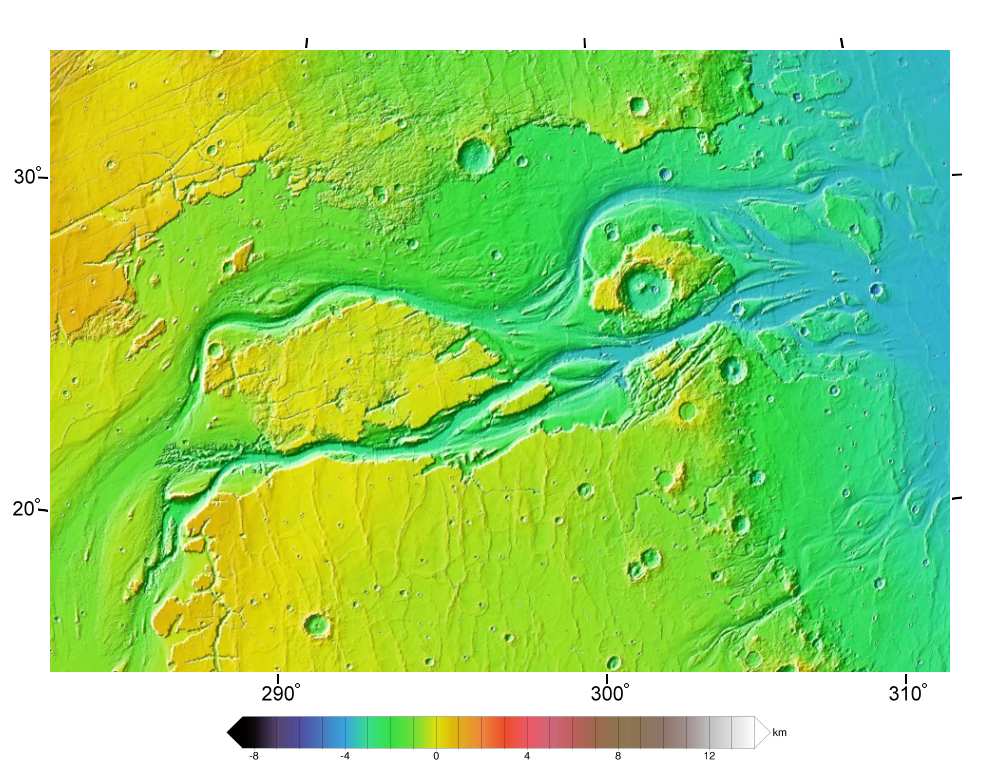
Kasei Vallis, potężny system wąwozów na granicy południowych wyżyn i północnych nizin; zdjęcie przedstawia obszar o szerokości 1600 km

Sieci wąwozów obserwowane z orbity wokół Marsa na północnej granicy wyżyn łączą się w potężne koryta, przewyższające rozmiarami rzeki na Ziemi (i suche koryta rzek bliżej równika Marsa). Na ich dnie zaobserwowano ślady erozji spowodowanej przepływem cieczy. Niektóre z tych kanałów mogła uformować płynąca lawa, ale wodne pochodzenie większości raczej nie budzi wątpliwości. Natężenie przepływu wody, potrzebnego do utworzenia tak wielkich form, można porównać do natężenia prądów oceanicznych na Ziemi. Sugeruje to, że w historii planety miało miejsce wyzwolenie ogromnych mas wody, uwięzionej pod ziemią lub w formie lodowców; takie masy wody po dotarciu na rozległy, płaski obszar musiały rozlać się na dużej powierzchni, choć niekoniecznie tak dużej, jak wskazują domniemane linie brzegowe.

### Argumenty sedymentologiczne
Sztuczny satelita Marsa, sonda Mars Express, stwierdził występowanie na północnych równinach Marsa dużych ilości materiału o niskiej gęstości, interpretowanych jako drobne sedymenty lub lód, a najprawdopodobniej mieszanina tych dwóch składników. Obecność lodu na obszarze Vastitas Borealis stwierdziły sztuczne satelity Marsa i bezpośrednio potwierdziły lądowniki, w szczególności sonda Phoenix. Sublimacja lodu była także ważnym czynnikiem w erozji kraterów uderzeniowych na Vastitas Borealis. Wskazujące na ten proces formy kraterów znajdują się wyłącznie poniżej wysokości około –2400 m. Niektóre zgrupowania bloków skalnych o rozmiarach rzędu metrów, oddalone od widocznych kraterów uderzeniowych, mogły zostać utworzone przez osuwiska podmorskie.

## Wiek i rozmiary
Zaproponowane zostało istnienie dwóch paleooceanów w historii Marsa: 4 miliardy lat temu, w okresie noachijskim, kiedy na powierzchni planety mogły panować cieplejsze warunki, choć prawdopodobnie tylko przejściowo, oraz 3 miliardy lat temu, w chłodniejszym okresie hesperyjskim, gdy aktywność geologiczna (intensywny wulkanizm w regionie Tharsis) wyzwoliła masy wody zamarzniętej w postaci lodu. Alternatywnie w późniejszym okresie mogły mieć miejsce wypływy wód artezyjskich, prowadzące do krótkotrwałego pojawiania się mas wody na północnych nizinach. Niezależnie od przyczyny, zbiorniki wodne o różnym zasięgu mogły tworzyć się kilkukrotnie. Analizy rozkładu i erozji kraterów na Vastitas Borealis wskazują, że postulowany ocean z późnego okresu hesperyjskiego (o poziomie na wysokości ok. −2,4 km) miał objętość ok. 6×107 km³ (nieco mniej niż ziemski Ocean Południowy) i zajmował powierzchnię ok. 41,5 mln km², co daje średnią głębokość w przybliżeniu 1,45 km. Objętość hipotetycznego oceanu w obrębie linii Deuteronilus (−3,76 km) to 1,9×107 km³, natomiast ocean sięgający najwyższej z zaproponowanych linii brzegowych (Meridiani, 0 m) zawierałby ponad 2,2×108 km³ wody.
W 2015 opublikowano nowe oceny ilości wody, jaką utracił Mars w swej historii geologicznej, oparte na blisko sześcioletnich pomiary zawartości cząsteczek wody w atmosferze planety, różniących się izotopami wodoru: H2O i HDO. Wzbogacenie marsjańskiej wody w deuter wskazuje na utratę lżejszej odmiany wskutek ucieczki w przestrzeń kosmiczną. Stopień wzbogacenia, który w atmosferze polarnej sięga siedmiokrotności wartości ziemskiej, wskazuje, że Mars utracił nawet 6,5 raza więcej wody, niż obecnie zawierają polarne czapy lodowe planety. To wskazuje, że objętość pierwotnego (noachijskiego) oceanu musiała wynosić co najmniej 2×107 km³, więcej niż ma ziemski Ocean Arktyczny; odpowiada to mniej więcej domniemanej linii brzegowej Deuteronilus. Taka objętość wody pokryłaby 19% powierzchni Marsa.

## Geneza basenu oceanicznego
Odkrycie dychotomii powierzchni Marsa (i śladów erozji wodnej) skłoniło część uczonych do wysunięcia hipotezy, że skorupa północnych nizin stanowi marsjański odpowiednik ziemskiej skorupy oceanicznej, podczas gdy skorupa wyżyn odpowiada skorupie kontynentalnej. Zasugerowano, że na Marsie istniała dawniej w ograniczonym stopniu tektonika płyt, a płyta Vastitas Borealis w okresie noachijskim ulegała subdukcji pod Arabia Terra. Analizy wieku i morfologii struktur na północnym pograniczu Arabia Terra nie potwierdziły tej hipotezy. Ponadto na Marsie brak jest struktur przypominających grzbiet śródoceaniczny czy strefy spękań, stanowiących największe formy ukształtowania dna oceanicznego na Ziemi.
Obecnie najpopularniejsza jest hipoteza, że niziny północnej półkuli są dnem potężnych basenów uderzeniowych: głównego basenu Borealis i mniejszego Utopia. Mapa topograficzna północnej półkuli Marsa wspiera tę hipotezę, ukazując koliste lub eliptyczne zagłębienia terenu o olbrzymich rozmiarach, częściowo zakryte przez wylewy law z wulkanów wyżyn Tharsis i Elysium. Dodatkowo pod równiną Utopia Planitia znajduje się maskon, podobnie jak pod dużymi morzami księżycowymi. Jeżeli te struktury w rzeczywistości mają pochodzenie impaktowe, to są największymi kraterami w Układzie Słonecznym.

## Trudności hipotezy

### Klimat
Największą trudnością hipotezy jest konieczność odpowiedzi na pytanie, czy klimat na Marsie kiedykolwiek mógł pozwolić na powstanie tak dużych zbiorników wodnych. Sprzyjające warunki mogły nie trwać stale, ale pojawiać się jedynie epizodycznie, dzięki wulkanizmowi bądź silnym uderzeniom małych ciał niebieskich.
Oprócz drobnego materiału, który pokrywa większą część Vastitas Borealis, kamera HiRISE sondy Mars Reconnaissance Orbiter zarejestrowała również duże bloki skalne, spoczywające na pewnych fragmentach domniemanego dna oceanu. To zjawisko może zostać jednak zinterpretowane na podstawie analogii do warunków ziemskich, skąd znane jest zjawisko unoszenia skał przez góry lodowe, które w miarę ich topnienia są porzucane na dnie oceanu jako tzw. zrzutki (ang. dropstones). Innym problemem jest brak krzemianów na Vastitas Borealis; minerały te są związane z obecnością wody i występują powszechnie w osadach oceanów na Ziemi. Jednak również tę trudność można wyjaśnić przy założeniu wpływu zimnego klimatu – oceanu pokrytego lodem morskim i obecności lodowców na brzegach oceanu.
Jednocześnie inne argumenty wskazują, że domniemany ocean był dość ciepły, woda parowała i tworzyła chmury, a na planecie funkcjonował aktywny cykl hydrologiczny. Te argumenty nie muszą jednak prowadzić do sprzeczności: jeżeli oceany na Marsie istniały zarówno w okresie noachijskim, jak i hesperyjskim, to choć zajmowały te same tereny, prawdopodobnie bardzo różniły się warunkami klimatycznymi w związku z postępującą utratą atmosfery planety i ochładzaniem się jej klimatu.

### Los oceanu
Kolejną trudną kwestią jest odpowiedź na pytanie, co stało się z wodą z oceanu. Zależy ona silnie od warunków panujących na Marsie w czasie istnienia oceanu: w ciepłym klimacie woda mogła wyparować, skroplić się i wrócić pod powierzchnię. Powinna jednak pozostawić duże ilości ewaporatów i węglanów, które nie są obserwowane. W warunkach przypominających współczesne ocean zamarzłby w czasie 10 000 lat i wysublimował. Część wody pozostałaby uwięziona w czapach polarnych Marsa, gdzie pod wysokim ciśnieniem mogła ulegać topnieniu u podstawy lodowca i rozprzestrzeniać się jako wody podziemne, póki pozwalał na to (malejący) strumień ciepła z wnętrza planety. Część wody uciekła w kosmos, a część pozostała na planecie, uwięziona pod powierzchnią, m.in. w osadach bogatych w lód i w postaci wiecznej zmarzliny.